# Petrovice (Rakovník)
Petrovice é uma comuna checa localizada na região da Boêmia Central, distrito de Rakovník.